# Cmentarz ewangelicki w Piersku
Cmentarz ewangelicki w Piersku – nieczynny cmentarz ewangelicko-augsburski (parafia ewangelicko-augsburska w Koninie) zlokalizowany we wsi Piersk (powiat koniński, województwo wielkopolskie). Obiekt wpisano 20 kwietnia 1993 do rejestru zabytków.

## Historia
Wieś należała początkowo do ewangelickiej parafii we Władysławowie, a od 1826 przynależy do parafii konińskiej. Data założenia cmentarza nie jest znana. W 1921 we wsi mieszkało trzech protestantów. Według świadków z miejscowości, ostatnie pochówki dokonywane były w okresie II wojny światowej. Obiekt uporządkowano i odkrzaczono w 2018 (Stowarzyszenie Frydhof, lokalna ochotnicza straż pożarna, szkoła podstawowa z Krzymowa).

## Architektura
Nekropolia jest położona w centrum wsi, po północnej stronie drogi z Krzymowa do Drążna-Holendrów, na piaszczystym wzgórku. Zachowało się na niej kilkadziesiąt nagrobków wykonanych z lastrika, piaskowca oraz betonu. Najwcześniejsza zadatowana mogiła jest piaskowcowa, ma formę obelisku i pochodzi z 1890 (rodzina Woltmann). Inne nazwiska występujące na nagrobkach, to: Laufmann, Arnholtz, Koepke i Hein. Zachowana jest również ceglana brama ze słupami oraz furtą, a także pionowa belka od drewnianego krzyża cmentarnego. Obok stoi tablica informacyjna.